# Adamastor
Adamastor este un personaj pseudo-mitologic, inspirat din mitologia greacă, inventat de poetul portughez Luís de Camões în poemul său epic Os Lusíadas (tipărit pentru prima dată în 1572), ca simbol al forțelor naturii pe care navigatorii portughezi au fost nevoiți să le înfrunte în timpul călătoriilor lor pentru descoperiri geografice.
Este povestea monstrului mitologic Adamastor, spiritul înfiorător al Capului Furtunilor; este spusă de poetul portughez Camoens în secolul XVI. Camoens o spune așa:
Când Vasco da Gama și flota sa s-au apropiat de Cap, un nor negru și amenințător a apărut deasupra lor, luând forma unei figuri umane înspăimântătoare, certând călătorii că s-au aventurat în acele mări și prevestind că cei ce vor trece dincolo de Capul Furtunilor vor avea parte numai de dezastru.
Monstrul le spune marinarilor înspăimântați că el este Adamastor, care, în mitologia clasică, trebuia să îi alunge pe zei. Totuși Adamastor a fost pedepsit de zei care l-au transformat într-un munte și așezându-l la Capul Bunei Speranțe să vegheze asupra mărilor sudului.